# Beneath the Blue
Beneath the Blue (también conocido como Way of the Dolphin) es una película de drama de 2010,  secuela de la película de Michael Sellers Eye of the Dolphin protagonizada por Carly Schroeder. Es distribuida por Monterey Media y Quantum Entertainment. La película fue escrita por el mismo escritor que la precuela, Wendell Morris. La película es protagonizada por Paul Wesley, Caitlin Wachs, y David Keith. La película fue lanzada el 24 de octubre de 2010.

## Sinopsis
Expertos de Delfínes enfrentan a la Marina de los EE. UU. cuando su programa de sonar es sospechoso de causar la muerte de los animales.

## Elenco
- Paul Wesley como Craig Morrison.[3]
- Caitlin Wachs como Alyssa Miles.
- David Keith como Halk Smith.
- Michael Ironside como Blaine.
- Ivana Milicevic como Gwen.
- George Harris como Daniel.
- Christine Adams como Tamika.
- Samantha Jade como Kita.
- Leah Eneas como Duvey.